# 豬獾
豬獾（學名：Arctonyx collaris），是鼬科豬獾屬的中型哺乳動物。體長可達70釐米，毛褐色，身體粗壯，喉部白色，面部有兩條黑色的條紋。
豬獾主要分佈于南亞的熱帶雨林中，與獾相似，身體略小，前爪則更大，利於捕食。
豬獾是雜食性動物，在夜間活動，主要以植株、水果、根和動物的肉為食。

## 保护
本种于2023年被收录入《有重要生态、科学、社会价值的陆生野生动物名录》。